# Sintetitzador de vídeo
Un sintetitzador de vídeo és un dispositiu que crea electrònicament un senyal de vídeo. Un sintetitzador de vídeo es capaç de generar una varietat de material visual sense entrada de càmera a través de l'ús de generadors de patró de vídeo interns. També pot acceptar i "netejar amunt i realçar" o "distorsionar" les imatges en viu de la televisió. El synthesizer crea una gamma ampla d'imatgeria a través de purament manipulacions electròniques. Aquesta imatgeria és visible dins del senyal de vídeo de la sortida quan aquest senyal és mostrat. El senyal de vídeo de la sortida pot ser vist en una gamma ampla d'equipament de vídeo convencional, com monitors de televisió, projectors de vídeo del teatre, pantalles d'ordinador, etc.
Els generadors de patró del vídeo poden produir imatgeria estàtica i en moviment. Els exemples inclouen patrons geomètrics (dins 2D o 3D), subtítols de text en una font particular, o mapes de temps.
La imatgeria de càmeres de televisió pot ser alterada en quant al color o la escala geomètrica.
Un sintetitzador de vídeo particular oferirà un subconjunt d'efectes possibles.

## Sintetitzadors de vídeo com a instruments d'actuació en temps reals
La història de síntesi de vídeo està lligada a una ètica de "rendiment en temps real". Normalment, s’espera que l'equip funcioni en senyals de càmera d’entrada que la màquina no havia vist fins ara, que emet un senyal processat contínuament i amb un retard mínim en resposta a les entrades de vídeo en viu que canvien. Seguint la tradició d’instruments d’interpretació del món de la síntesi d’àudio com el Theremin, els sintetitzadors de vídeo es van dissenyar amb l'esperança que es reproduïssin en situacions teatrals de concerts en directe o s’instal·lessin en un estudi preparat per processar una cinta de vídeo des d’una reproducció de vídeo temps mentre s’enregistra els resultats en un segon VCR. Els escenaris d’aquestes representacions van incloure "Electronic Visualization Events" a Chicago, The Kitchen a NYC, i instal·lacions de museus. L'artista i intèrpret de vídeo Don Slepian Don Slepian va dissenyar, construir i interpretar un instrument visual controlat amb els peus al Centre Pompidou de París (1983) i al NY Open Center que combinaven els primers microordinadors Apple II Plus amb el sintetitzador de vídeo Chromaton 14. i canals de comentaris de vídeo coloritzats.vídeo synthesizers va ser dissenyat amb l'expectativa serien jugats en concert viu situacions teatrals o instal·lat en un estudi a punt per processar un videotape d'un playback VCR en temps real mentre enregistrant els resultats en un segon VCR. Els locals d'aquestes actuacions van incloure "Esdeveniments de Visualització Electrònica" dins Chicago
Els sintetitzadors digitals analògics i els primers temps en temps real existien abans del modelatge 3D per ordinador modern. Els renderitzadors 3D típics no són en temps real, ja que es concentren a calcular cada fotograma a partir, per exemple, d’un algorisme de traçat de raigs recursiu, per molt que trigui. Això els distingeix dels sintetitzadors de vídeo, que han de proporcionar un nou fotograma de sortida en el moment en què s'ha mostrat l'últim i repetir aquesta actuació contínuament (normalment s'ofereix un fotograma nou cada 1/60 o 1/50 de segon). La restricció de temps real resulta en una diferència en la filosofia de disseny entre aquestes dues classes de sistemes.
Els sintetitzadors de vídeo es superposen amb equips d’efectes especials de vídeo que s’utilitzen en situacions de postproducció i difusió de televisió en xarxa en temps real. Moltes innovacions en equips de transmissió de televisió, així com en pantalles gràfiques per ordinador, van evolucionar a partir dels sintetitzadors desenvolupats a la comunitat de videoartistes i aquestes indústries sovint donen suport als "projectes d'art electrònic" en aquesta àrea per mostrar la seva valoració per aquesta història.

## Confluencia d'idees d'Electròniques i Arts
Molts principis utilitzats en la construcció dels primers sintetitzadors de vídeo reflectien una interacció sana i dinàmica entre els requisits electrònics i les interpretacions tradicionals de formes artístiques. Per exemple, Rutt & Etra i Sandin van seguir endavant com a idees essencials de Robert Moogles idees estandarditzades per tal que la sortida de qualsevol mòdul es pogués connectar al "control de tensió" de qualsevol altre mòdul. La conseqüència d'això en una màquina com el Rutt-Etra va ser que la posició, la brillantor i el color eren completament intercanviables i es podien utilitzar per modular-se mútuament durant el processament que va conduir a la imatge final. Cintes de vídeo de Louise, Bill Etra i Steina i Woody Vasulka van dramatitzar aquesta nova classe d’efectes. Això va conduir a diverses interpretacions de la sintetèsia multimodal d'aquests aspectes de la imatge en diàlegs que amplien el llenguatge McLuhanesque de la crítica cinematogràfica de l'època que va estandarditzar gammes de senyal de manera que la sortida de qualsevol mòdul podria ser connectat a "el voltatge controla" qualsevol l'entrada d'altre mòdul .

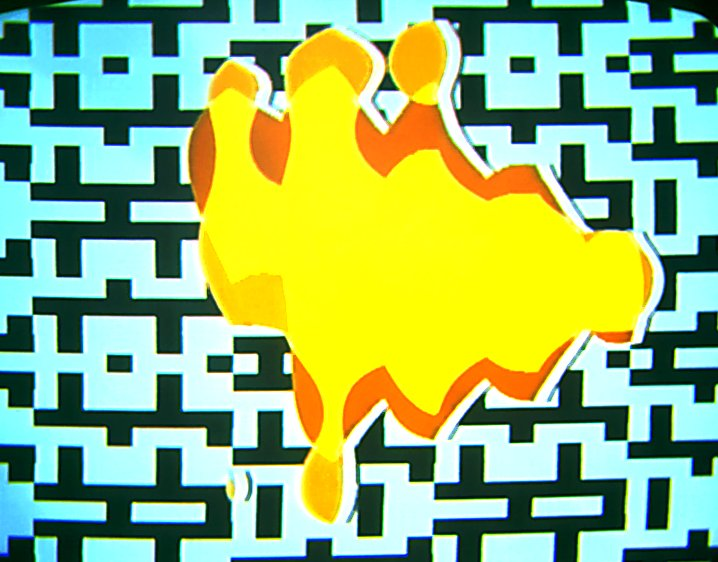
La imatge produïda per Spectre videosynthesizer

### Espectre EMS
al Regne Unit, Richard Monkhouse, que treballava per a Electronic Music Studios (London) Limited (EMS), va desenvolupar un sintetitzador de vídeo híbrid (Spectre), que posteriorment va canviar el nom de "Spectron", que utilitzava el sistema de panells EMS per permetre connexions completament flexibles entre les entrades i les sortides dels mòduls. Els senyals de vídeo eren digitals, però estaven controlats per tensions analògiques. Hi havia un tauler digital per a la composició d’imatges i un tauler analògic per al control del moviment.

## Evolució a Memòries Intermèdies
ls sintetitzadors de vídeo van passar del control analògic al control de precisió del digital. Els primers efectes digitals, com exemplifiquen Video Weavings, de Stephen Beck Stephen Beck, van utilitzar oscil·ladors digitals opcionalment lligats a restabliments horitzontals, verticals o de fotogrames per generar rampes de sincronització. Aquestes rampes es podrien tancar per crear la pròpia imatge de vídeo i eren responsables de la seva textura geomètrica subjacent. Schier i Vasulka van avançar l'estat de la tècnica, des dels comptadors d’adreces fins als generadors d’adreces AMD Am2901 de bits programables (microcodables) AMD Sóc2901. A la ruta de dades, van utilitzar unitats aritmètiques i lògiques 74S181, considerades anteriorment com un component per fer instruccions aritmètiques en minicomputadors, per processar senyals de vídeo en temps real, creant nous senyals que representen la suma, la diferència, AND, XOR, etc. de dos senyals d'entrada. Aquests dos elements, el generador d’adreces i la canalització de dades de vídeo, es repeteixen com a característiques bàsiques de l’arquitectura de vídeo digital.
El generador d’adreces subministrava adreces de lectura i escriptura a una memòria de vídeo en temps real, que es pot considerar com una evolució cap a la forma més flexible de tancar els bits d’adreça junts per produir el vídeo. Tot i que el buffer de fotogrames de vídeo ara està present a la targeta gràfica de tots els ordinadors, no ha avançat una sèrie de funcions dels primers sintetitzadors de vídeo. El generador d'adreces compta amb un patró rectangular fix des de l'extrem superior esquerre de la pantalla, a través de cada línia, fins a la part inferior. Això va descartar tota una tecnologia de modificació de la imatge mitjançant variacions en la seqüència d’adreces de lectura i escriptura proporcionades pels generadors d’adreces de maquinari a mesura que la imatge passava per la memòria. Avui dia, les distorsions basades en les adreces s’aconsegueixen més sovint mitjançant operacions.blitter que mouen dades a la memòria, en lloc de canvis en els patrons d’adreçament de maquinari de vídeo

## Història de Sintetitzadors de vídeos, Dissenyadors, i Artistes

### 1960s
- 1mate
- El 1966, els vsynths personalitzats de Dan Slater: Dan Slater ha construït una sèrie de vsynths casolans personalitzats al llarg dels anys i ha treballat amb Douglas Trumbull en diverses pel·lícules.
- 1968, PCS (Sintetitzador de processament de cromància) d'Eric Siegel
- 1968, Computer Image Corporation Scanimate:[4]
  - Vídeo d'un informe de notícies sobre Scanimate, inclosa una entrevista amb l'inventor Lee Harrison III
- 1969, Videosintetitzador Paik-Abe Paik / Abe
  - Construït al WGBH Boston Experimental TV Center previst per Nam June Paik, dissenyat per l’artista / enginyer Shuya Abe.
  - Diversos construïts a CalArts i al Centre de TV Experimental de la Universitat de Binghamton, WNET NYC, Jim Wiseman en té un encara operatiu.
  - Feu clic a l'encapçalament d’una pàgina dedicada, amb grans clips de vídeo reals
- 1969, VIDIUM de Bill Hearn: (controlador / seqüenciador analògic XYZ)
- 1969, CVI Quantizer i càmera de dades CVI de Glen Southworth

### 1970–1974
- 1970, Eric Siegel és EVS Vídeo Electrònic Synthesizer & Dual Colorizer (Analògic)
- 1970, solc & Vampir
  - (Generat Operacions de Sortida de temps Real damunt Voltatge-Equipament controlat)
  - (Vídeo I Programa de Música per Interactiu Realtime Experimentació/d'Exploració).
- 1970, Lear Siegler vsynth: Unique Hola-Rez processador de vídeo utilitzat en la pel·lícula "Andromeda Tensió" i per Douglas Trumbull & Dan Slater
- Stephen Beck Vídeo Directe Synth & Beck Vídeo Weaver
  - Stephen Beck va crear alguns d'hora 70 synths que van tenir cap entrades de vídeo. Van fer vídeo purament de oscillations.
  - També va modificar uns quants Paik/Abe unitats.
- Sherman WALTER WRIGHT: Un del primer vídeo animators, va treballar a Imatge d'Ordinador Corp en el primerenc 70 és, i més tard a Produccions de Dofí, on va operar un Scanimate. Mentre a Dofí, Ed Emshwiller i li treballat en Thermogenisis i Scapemates junt, i ell també fet diverses cintes en el seu propi. Dins 1973–76, mentre artista-dins-residència al Centre Televisiu Experimental, NY, va iniciar actuació de vídeo que va de viatge centres d'accés públic, universitats i galeries amb el Paik/Abe vídeo synthesizer.[5] Ell també treballat amb el David Jones colorizer & Ric Brewsters sequencing mòduls. Aquests diversos mòduls van ser basats damunt David disseny per voltatge vídeo controlat amps i esdevenia la base per l'ETC estudi. Sigui allà quan Don McArthur construït el DIT. Woody Vasulka i Jeff Schier a mà construïa l'ordinador va basar mòduls en Buffalo incloent-hi un marc buffer amb ALUs va construir dins, mixers, keyers i colorizers. Wright també treballat amb Gary Turó a Woodstock Vídeo de Comunitat, on van tenir un espectacle de cable setmanal de síntesi d'àudio/de vídeo viva. Wright ha desenvolupat el seu sistema de vídeo d'actuació propi, la Trituradora de Vídeo, i l'utilitza a mesmerize audiències onsevulga que i quan sigui que pugui. Està aconseguint bastant bo a ell. La seva missió és per crear una música nova de so i imatge. Ha actuat per tot la costa de l'est dels EUA i Canadà a galeries d'art i museus, escoles i universitats, centres de mitjans de comunicació, conferències i festivals.
- 1971, Sandin Processador d'Imatge: vídeo Molt primerenc synth....DIY modular, va Construir per Dan Sandin de Chicago.
- 1972, Rutt/Etra Vídeo Synthesizer: Co-inventat per Steve Rutt & Bill Etra, això és un ordinador analògic per manipulació de ràster del vídeo.
- 1973, Phil Morton publica "Notes en l'Estètica de Copiar un Processador d'Imatge'". Ell "amb orgull referit a ell com la ‘primera copiadora' de Sandin' Processador d'Imatge. El Sandin Processador d'Imatge va oferir artistes unprecedented habilitats de crear, procés i afectar realtime vídeo i àudio, habilitant actuacions que literalment posat l'etapa per actual realtime àudio-vídeo Art de Mitjans de comunicació Nous."[6]
- 1974, VSYNTH és per David Jones: Moltes creacions, la majoria de famós sent el Jones Colorizer, un quatre voltatge de canal controlable colorizer amb nivell gris keyers.
- 1974, EMS Spectre: sintetitzador de vídeo Innovador que utilitza analogue i tècniques digitals, va desenvolupar per Richard Monkhouse a EMS. Més tard rebatejat a éspectron'.

### 1975–1979
- 1975, Dave Digitalitzador de Vídeo del Jones: un processador de vídeo digital primerenc utilitzat per art de vídeo. Ell real-temps digitizing (cap rellotge de mostra) i va utilitzar un 4-va mossegar ALU per crear efectes de color
- 1975, Don McArthur és DIT: Don McArthur va desenvolupar el DIT (Espacial i Digitalitzador d'Intensitat), un outgrowth de recerca en un temps negre i blanc base corrector amb Dave Jones
- 1976, Denise Gallant vsynth: Creat un molt avançat analogue vídeo synthesizer en el tardà 70 és.
- 1976, Chromaton 14
  - Un vídeo analògic força petit synthesizer, w/color quantizers & pot generar imatges de color complex sense qualssevol entrades externes.
  - Construït per Sistemes de BJA[1]
- 1977, Jones Marc Buffer: resolució Baixa emmagatzematge de marc digital de senyals de vídeo (versions de resolució més alta, i multi-versions de marc van ser fetes dins 1979 i el primerenc 1980s)
- 1979, Chromachron: Un del primer DIGITAL VSynths. – Dissenyat per Ed Tannenbaum.
- 1979, Chromascope Vídeo Synthesizer, PAL i versions de NTSC. Creat per Robin Palmer. Fabricat per Chromatronics, Essex, Regne Unit. Distribució per Electrònica de CEL. Model P135 (2,000 unitats construïdes) i Model C.101 (100 unitats construïdes).[7]

### 1980s
- 1984, Fairlight Instrument de Vídeo d'Ordinador de CVI: El Fairlight CVI va ser produït en el primerenc 80 és, i és un processador de vídeo Digital Analògic híbrid.

### 2000s
- 2008, Lars Larsen i Ed Leckie va fundar Indústries de LZX i va començar vídeo analògic nou en desenvolupament synthesizer mòduls (Visionary, Cadet, i Sèrie d'Expedició).[8]
- 2011, Critter & Guitari Abast de Vídeo: preset vídeo synthesizer.[9]
- 2013, Critter & Guitari Abast de Ritme: preset vídeo synthesizer.[10]
- 2014, Critter & Guitari Negre & Abast de Vídeo Blanc: preset vídeo synthesizer.
- 2014, Ming La Meca: píxel modular-art-vídeo analògic orientat synth[11]
- 2016, Paracosm Lumen: semi-vídeo de programari modular synth per MacOS.[12]
- 2016, Vsynth: un vídeo de programari modular synthesizer paquet per Max/Jitter.
- 2016, Ming Micro: píxel-art-vídeo digital orientat synth[13]
- 2017, Critter & Guitari ETC: vídeo synthesizer que dona suport 720p sortida.[14]

## Altre Vídeo Synthesizers
- Atari Video Music
- Fluidigeo
- Electro-Harmonix' Light Tube
- Image Articulator (Vasulka, Schier, Dosch) per Am2901
- Jones Vídeo Modular Synthesizer
- Kangaroo Caixa geganta
- Milkymist One
- Neó
- Recollections (Ed Tannenbaum)
- Vasulka
- Videokalos Color Synthesizer
- Video Toaster per Amiga Computer
- Virtual Light Machine